# Sturnia malabarica

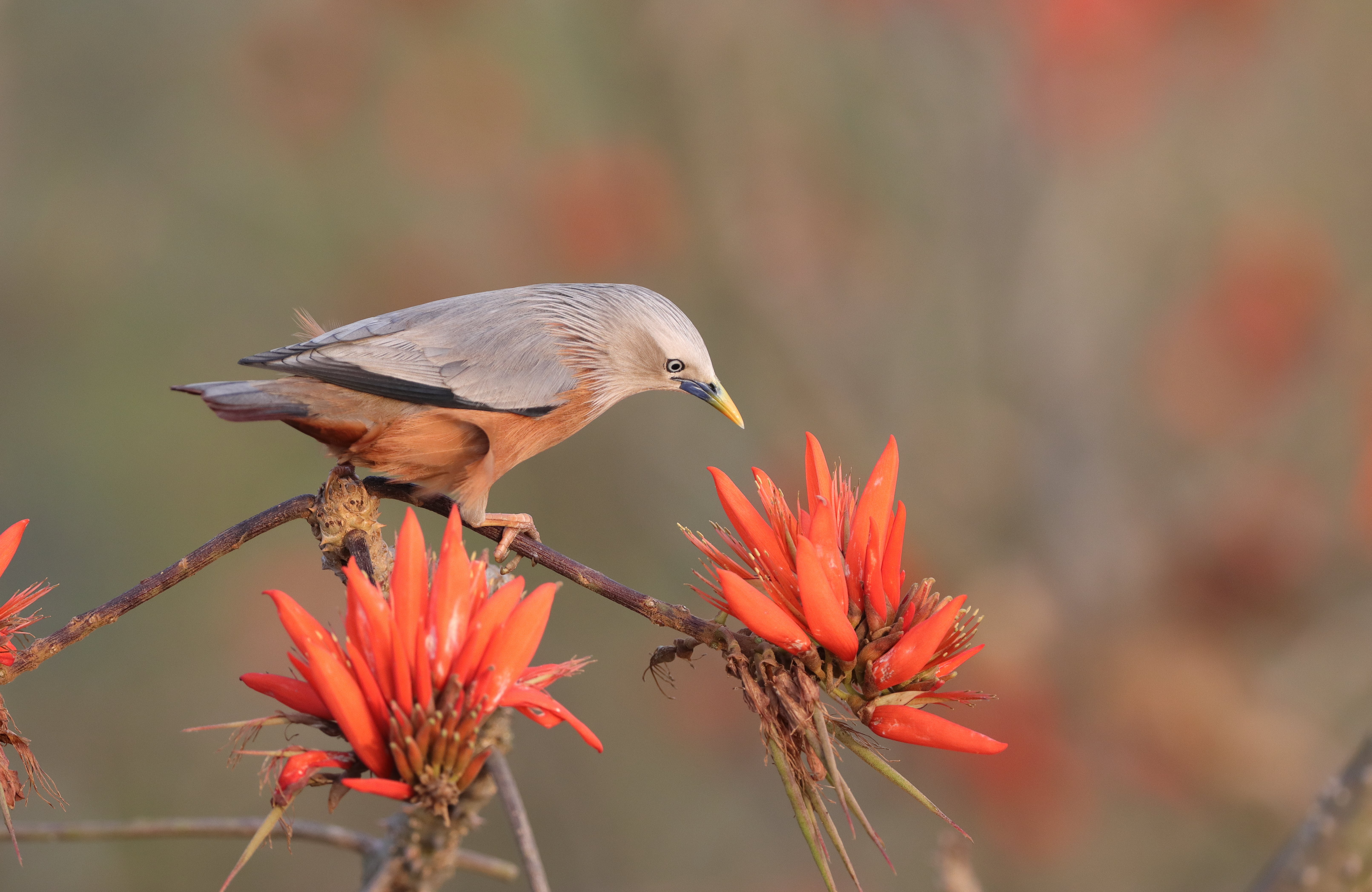

El estornino malabar (Sturnia malabarica) es una especie de ave paseriforme de la familia Sturnidae. Es una especie residente o parcialmente migratoria encontrada en hábitats boscosos de la India y el sudeste asiático. El nombre de la especie se debe a la distribución de una antigua subespecie en la región de Malabar. Dicha población tiene la cabeza blanca y es tratada a menudo como especie separada, el estornino de cabeza ceniza (Sturnia blythii).

## Taxonomía y distribución
La falta de monofilia en los anteriores géneros de estorninos llevó a esta especie a ser colocada bajo diversos géneros en el pasado Sturnia, Sturnus y Temenuchus y varios estudios han sugerido la reutilización de un antiguo nombre de Temenuchus para los miembros de este clado. Estudios posteriores sugieren su emplazamiento en el género Sturnia.

### Subespecies
Tiene dos subespecies reconocidas:
- S. m. malabarica (Gmelin, JF, 1789): en el noreste de la India, Nepal, Bután, Bangladés y el noroeste de Birmania;
- S. m. nemoricola (Jerdon, 1862): en el sur de China (incluido Taiwán), Birmania, Tailandia, Laos, Vietnam y Camboya.

Tanto la subespecie nominal como nemoricola son conocidas por realizar algunos movimientos poco comprendidos (por ejemplo, S. m. malabarica ha sido registrada en Pakistán y en el centro y sur de la India).
El taxón blythii es por lo general considerado una especie válida, Sturnia blythii, en lugar de una subespecie de Sturnia malabarica. Como S. m. malabarica solo visita el rango de distribución de blythii durante el período no reproductivo (invierno), no se conoce que los dos se reproduzcan entre sí. Sin embargo, un estudio molecular encontró divergencia genética entre S. malabarica blythii no significativamente grande (entre 0,2 % y 0,8 %) entre las hermanas S. malabarica malabarica en el norte de la India y S. malabarica nemoricola de Birmania y Vietnam.

## Descripción
Los adultos tienen una longitud total de aproximadamente 20 centímetros. Tienen las partes superiores grises y las remeras de color negruzco, pero el color del plumaje restante depende de la subespecie. En la subespecie nominal y en blythii, las partes inferiores (incl. infracaudales) son rojizas, pero en nemoricola las partes inferiores son rojizas teñidas de color blanquecino (especialmente en los flancos y la región infracaudal). La nominal y nemoricola tienen la cabeza de color gris claro con rayas blanquecinas (especialmente en la corona y en la región del cuello). Ambas subespecies tienen iris blancos y el pico amarillo con una base de color azul pálido. Ambos sexos son similares, pero las aves jóvenes tienen las partes inferiores blanquecinas y las puntas de las plumas de la cola acaban en color castaño.

## Comportamiento
El nido de estornino malabar se encuentra típicamente en bosques abiertos y áreas de cultivo. Construye su nido en un agujero. La puesta normal es de 3 a 5 huevos.
Como la mayoría de los estorninos, es omnívoro, se alimenta de frutas, néctar e insectos. Vuelan en bandadas apretadas y con frecuencia cambian rápidamente de dirección con gran sincronía.